# Temporada 1966-1967 del RCD Espanyol
Dades de la Temporada 1966-1967 del RCD Espanyol.

## Fets Destacats
- Agost de 1966: L'Espanyol es proclama campió del Trofeu Festa d'Elx vencent el FC Porto (2-0) i l'Elx CF (4-2)[5]
- 5 de setembre de 1966: Amistós: Espanyol 5 - Racing de París-Sedan 0[6]
- 25 de setembre de 1966: Lliga: Reial Madrid 1 - Espanyol 1[7]
- 2 d'octubre de 1966: Lliga: Espanyol 4 - Hèrcules CF 1[8]
- 9 d'octubre de 1966: Lliga: Athletic Club 1 - Espanyol 3[9]
- 19 de març de 1967: Lliga: Atlètic de Madrid 5 - Espanyol 1[10]
- 27 de març de 1967: Lliga: Espanyol 4 - CE Sabadell 1[11]
- 23 d'abril de 1967: L'Espanyol realitza una gran temporada de lliga finalitzant en tercera posició, tot just per darrere de Reial Madrid i Barça.[12]
- Juny de 1967: L'Espanyol queda segon al torneig Hexagonal de Mèxic, amb els següents resultats:[13]
  - Espanyol 2 - Club América 2
  - Espanyol 3 - FC Bologna 0
  - Espanyol 2 - Sheffield United 0
  - Espanyol 3 - Toluca FC 2
  - Espanyol 0 - Combinat Mexicà 3

## Resultats i Classificació
- Lliga d'Espanya: Tercera posició amb 37 punts (30 partits, 15 victòries, 7 empats, 8 derrotes, 50 gols a favor i 40 en contra).
- Copa d'Espanya: Fou eliminat pel Reial Betis a setzens de final.

## Plantilla
| P   | Jugador                    | Lliga | Lliga | Copa d'Espanya | Copa d'Espanya |
| P   | Jugador                    | PJ    | G     | PJ             | G              |
| --- | -------------------------- | ----- | ----- | -------------- | -------------- |
| POR | Carmelo Cedrún             | 27    | -37   | -              | -              |
| POR | Joan Josep Bertomeu        | 3     | -3    | 2              | -6             |
| DEF | Manuel Fernández Osorio    | 30    | -     | 2              | -              |
| DEF | José Mingorance            | 21    | -     | 2              | -              |
| DEF | Julià Riera                | 19    | -     | 2              | -              |
| DEF | Juan Manuel Tartilán       | 19    | 2     | -              | -              |
| DEF | Ignacio Miguel Bergara     | 11    | -     | -              | -              |
| DEF | Joan Martínez Vilaseca     | 11    | 1     | 1              | -              |
| DEF | Josep Maria Rodri          | -     | -     | -              | -              |
| DEF | Jaume Sabaté               | -     | -     | -              | -              |
| MIG | Ramón Díaz Ramoní          | 30    | 1     | 2              | -              |
| MIG | Marcial Pina               | 29    | 11    | -              | -              |
| MIG | Carlos Ramírez             | 10    | -     | 2              | 1              |
| MIG | Armindo Pintos             | 1     | -     | -              | -              |
| MIG | Rafael Granero             | -     | -     | -              | -              |
| DAV | José María García Lavilla  | 29    | 12    | 2              | -              |
| DAV | Cayetano Ré                | 28    | 5     | 1              | -              |
| DAV | José María Sánchez Rodilla | 27    | 8     | 2              | 1              |
| DAV | Carmelo Amas               | 19    | 4     | 2              | -              |
| DAV | Ramón Miralles             | 15    | 4     | 2              | 1              |
| DAV | Salvador Rué               | 1     | -     | -              | -              |
| DAV | Manuel Idígoras            | -     | -     | -              | -              |